# Fossato di Vico
Fossato di Vico is een gemeente in de Italiaanse provincie Perugia (regio Umbrië) en telt 2576 inwoners (31-12-2004). De oppervlakte bedraagt 35,3 km², de bevolkingsdichtheid is 73 inwoners per km².
De volgende frazioni maken deel uit van de gemeente: Colbassano, Borgo di Fossato, Osteria del Gatto, Palazzolo en Purello.

## Demografie
Fossato di Vico telt ongeveer 1114 huishoudens. Het aantal inwoners steeg in de periode 1991-2001 met 3,0% volgens cijfers uit de tienjaarlijkse volkstellingen van ISTAT.
| Jaar | Inwoneraantal |
| ---- | ------------- |
| 1991 | 2368          |
| 2001 | 2439          |

## Geografie
De gemeente ligt op ongeveer 584 m boven zeeniveau.
Fossato di Vico grenst aan de volgende gemeenten: Fabriano (AN), Gualdo Tadino, Gubbio en Sigillo.

## Externe link

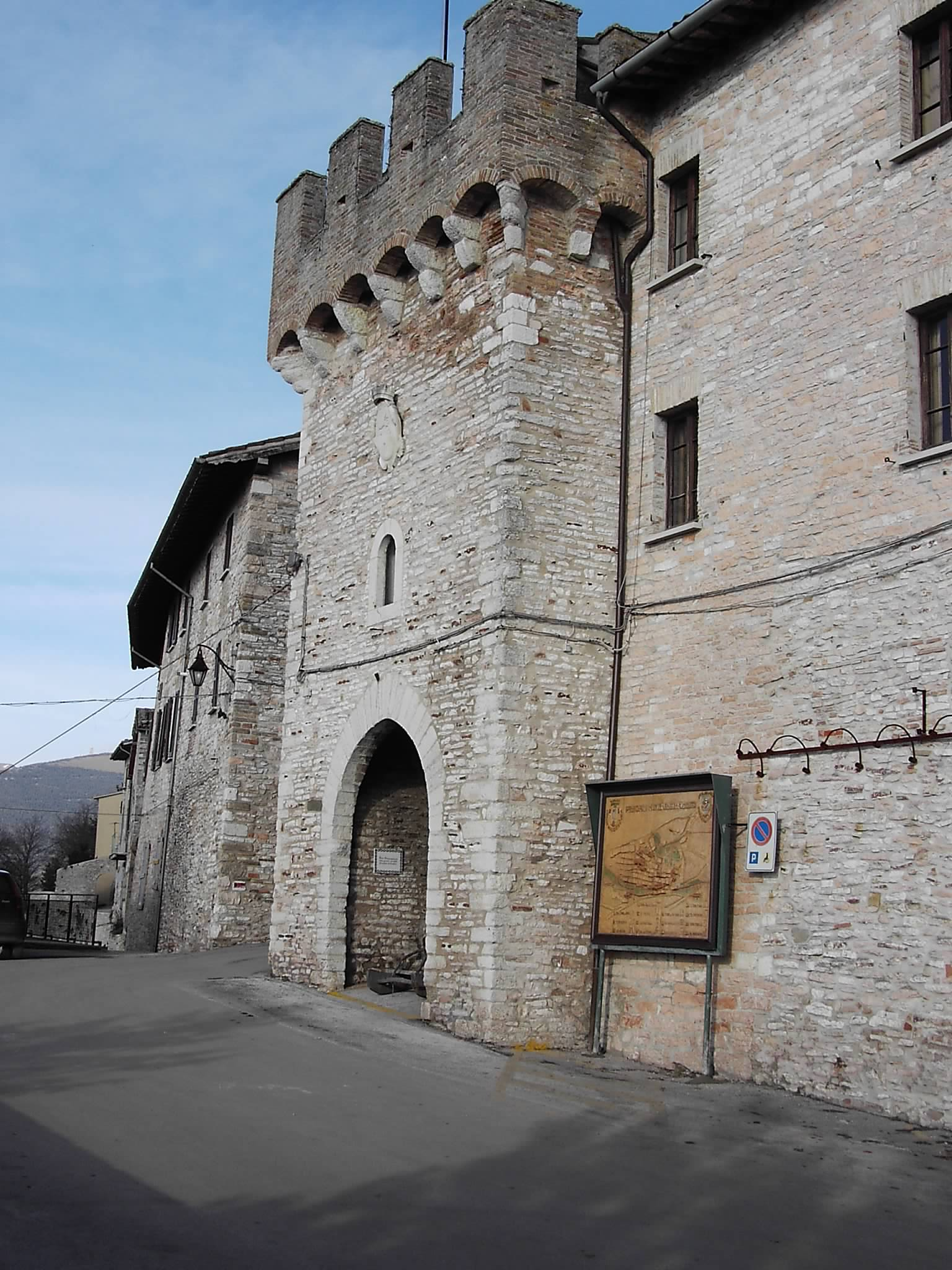
Paleis